# فيليبو بوركاري
فيليبو بوركاري (بالإيطالية: Filippo Porcari)‏ (28 أبريل 1984 بفيدنزا في إيطاليا - ) هو لاعب كرة قدم إيطالي في مركز الوسط. شارك مع منتخب إيطاليا تحت 19 سنة لكرة القدم ومنتخب إيطاليا تحت 23 سنة لكرة القدم. أما مع النوادي، فقد لعب مع إيه سي ميلان ونادي أفيلينو ونادي بادوفا ونادي بارما ونادي باري ونادي بيزا ونادي سبيزيا ونادي كاربي ونادي نوفارا.

## روابط خارجية
- فيليبو بوركاري على موقع قاعدة بيانات كرة القدم.إي يو (الإنجليزية)
- فيليبو بوركاري على موقع Soccerway.com (الإنجليزية)
- فيليبو بوركاري على موقع عالم كرة القدم.نت (الإنجليزية)
- فيليبو بوركاري على موقع AS.com (الإسبانية)